# Peridotit
Peridotit je magmatická hornina, která je pravděpodobně hlavní složkou svrchního pláště, tedy té části zemského tělesa, která se nachází pod zemskou kůrou. Peridotit je hrubozrnná, pomalu utuhlá, ultramafická hornina, která se často vyskytuje s gabrem. Peridotit bývá spolu s jinými ultramafity součástí ofiolitových komplexů, hornin oceánské kůry, které se obdukcí dostávají na povrch. Tvoří deskovité útvary a tělesa. Peridotity se často vyskytují jako xenolity v bazaltech.
Peridotity jsou tvořeny zejména olivínem, pyroxeny a amfiboly. Neobsahují křemen a téměř žádné, nebo jen velmi nepatrné množství živců.
Název peridotit je odvozen od drahokamové odrůdy olivínu, označované peridot, který se na prvních popsaných lokalitách těžil z této skupiny hornin. Termín zavedl L. Cordier v roce 1816 resp. 1848, původně s mírně odlišným významem bazaltu bohatého na olivín. Současné vnímání této horniny zavedl H. F. Rosenbusch v roce 1887.

## Minerální složení a vlastnosti

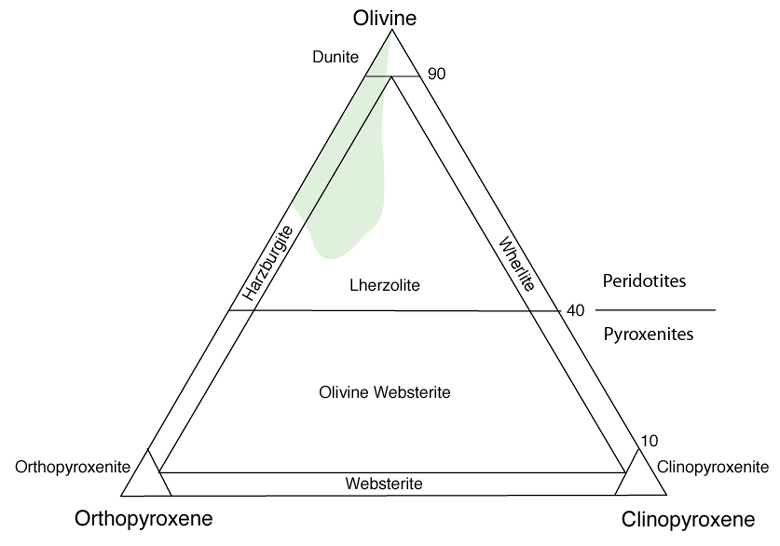
Peridotity v OlPx diagramu

Peridotit je bezživcová, střednězrnná až hrubozrnná hornina. 90 % jeho objemu tvoří tmavé minerály. Jako ultrabazická a ultramafická hornina je v porovnání s většinou ostatních silikátů chudý na SiO2, jehož objem tvoří méně než 45 % horniny. Peridotity mají ale nadbytek MgO, což je důsledkem vysokého objemu Mg-olivínů (forsterit) ale i železa, kvůli obsahu Fe-olivínů (fayalit). Hlavním minerálem všech druhů peridotitů je olivín. Pyroxeny (klino- a ortopyroxeny – zvláště Cr: enstatit, bronzit, hypersten) a amfiboly. Jako akcesorie jsou přítomny rudní minerály, časté jsou minerály skupiny granátu, flogopit nebo spinel. Nepřítomnost křemene a nízký, nebo žádný obsah živců je způsoben podmínkami krystalizace ve velké hloubce, kde není křemen stabilní.
Horniny peridotitového typu, s vysokým obsahem olivínu a dalších minerálů na zemském povrchu nejsou stabilní. Olivín totiž za běžných povrchových teplot reaguje s vodou a dochází k procesu tzv. serpentinizace, při níž vzniká minerál serpentin. Při hydratační reakci dochází k výraznému nárůstu objemu, který způsobuje destrukci původní struktury horniny. Při těchto přeměnách dochází i k vzniku mastku.

### Klasifikace
Termín peridotit se používá ve všeobecném významu pro celou skupinu uvedených ultrabazických hornin bohatých na olivín. Na základě obsahu dalších tmavých minerálů se peridotity klasifikují na:
- dunit – hornina tvořená převážně olivínem (proto je někdy nazývána olivinit), přítomen může být i chromit nebo magnetit
- lherzolit – kromě olivínu je významný i klinopyroxen
- harzburgit – kromě olivínu významný i ortopyroxen
- wehrlit – kromě olivínu významný i klinopyroxen dialog a magnetit

Efuzivním (sopečným) ekvivalentem peridotitů jsou memječit a komatiit. Subvulkanické horniny odpovídající složením peridotitům jsou pikrit a kimberlit.

## Vznik a původ

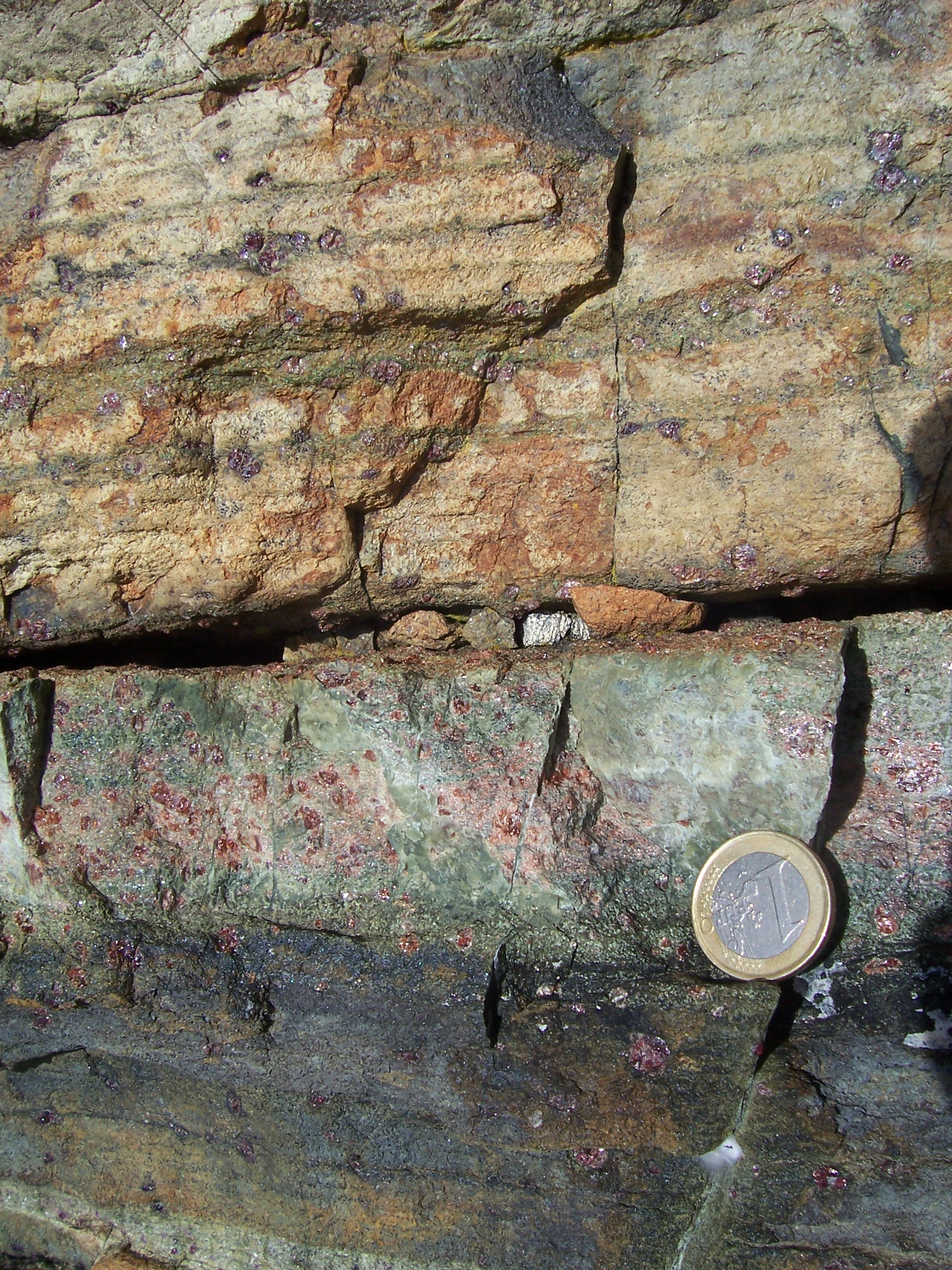
Rozhraní peridotitu (nahoře) a pyroxenitu (dole) ve zvrstvené intruzi, Otrøy, Møre og Romsdal, Norsko

Peridotity pocházejí z oblasti zemského pláště v hloubce do 400 km. Pod touto hranicí už není jejich primární minerál olivín stabilní. Předpokládá se, že jsou obsahem nejblíže jeho teoretické hornině označované jako pyrolit. Pyrolit by měl mít složení odpovídající hornině vzniklé smíšením 1 dílu bazaltu a 3 dílů peridotitu – harzburgitu. Asi 100 km mocná vrstva peridotitů tvoří podstatnou část ofiolitů, exhumovaných reliktů oceánské kůry a svrchního pláště. Oceánská zemská kůra většinou zaniká při subdukci, její relikty nacházející se na kontinentech jsou obvykle už jen jejími zbytky, které se dostaly na povrch při srážce kontinentů – orogenezi.
Některé peridotity se vyskytují jako fragmenty (tzv. xenolity) v magmatu, která mělo původ v plášti, ale při výstupu k povrchu už prodělalo značné změny složení. Horniny, které často obsahují části peridotitů jsou bazalty a kimberlity.
Vrstevnaté peridotity vznikají usazováním minerálů v magmatických krbech nebo velkých výlevech láv bazaltového složené. Kumulátové peridotity vznikají i v komatitových lávových proudech. Peridotity ultramafických komplexů aljašského typy jsou kumuláty, které vznikaly v kořenových zónách sopek.
Malá množství peridotitů byla nalezena i v brekciích na Měsíci.

## Výskyt
Peridotity tvoří žilná a různě ukloněná čočkovitá tělesa, zřídka i celé plutony (pně). Jsou důležitou součástí zachovalých fragmentů spodní části oceánské kůry v ofiolitových komplexech.

## Lokality

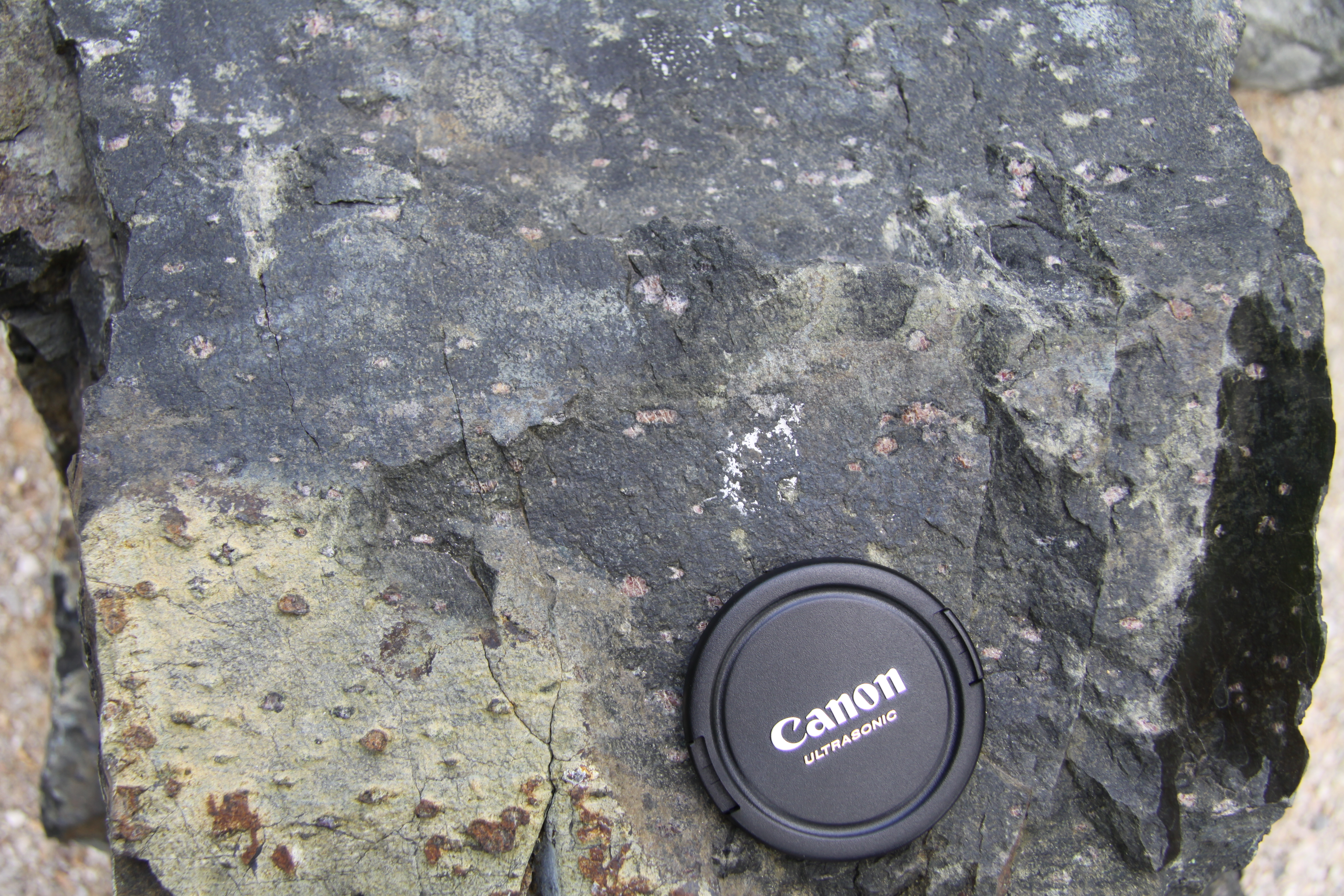
Čerstvý, nezvětraný vzorek peridotitu typické tmavošedé barvy. Geopark, botanická zahrada na Albertově v Praze

V Českém masivu je peridotit vzácný, znám je v Železných horách, či na Moravě u Zábřehu. Wehrlit lze najít v oblasti ranského masívu, dunit v oblasti Šumperku.

### Ve světě
Ekonomicky významné jsou kumulátové zvrstvené intruze v JAR – oblast Transvaal (Bushveldský komplex) a Zimbabwe (Great Dyke). Rozsáhlá tělesa peridotitů se nacházejí v ofiolitových komplexech v Kalifornii, Ománu a ostrově Rhodos.

### Na Slovensku
V Západních Karpatech peridotity tvoří podstatnou část meliatika v Spišsko-gemerském rudohoří, zejména v okolí Dobšiné, Jaklovců, Rudníku a Hodkovců, kde však byly téměř úplně serpentinizovány. Pôvodne zodpovedali lherzolitom a harzburgitom. Dunity se vyskytují v serpentinitech v okolí Margecan, znám je i olistolit v paleogenních sedimentech u Sedlic (okr. Prešov, Dunitová skalka).

## Použití
Peridotit je pro své mechanické vlastnosti zřídka užíván jako lomový nebo sochařský kámen. Na některých lokalitách byl těžen pro obsah drahokamové odrůdy olivínu – peridotu.
Vrstevnaté intruze s peridotitem jsou obvykle spojeny s významnými ložisky sulfidických nebo chromitových rud, jsou proto celosvětově velmi významným zdrojem několika druhů rudních minerálů. Sulfidy nejčastěji tvoří niklovou rudu a rudy kovů skupiny platiny. Velká část platiny, která se dnes těží, pochází z Bushveldského komplexu v Jižní Africe a komplexu Great Dyke v Zimbabwe. Chromitové vrstvy v kumulátových komplexech peridotitů tvoří největší ložiska chromu.